# 尖羽千里光
尖羽千里光（学名：Senecio acutipinnus）为菊科千里光属的植物，是中国的特有植物。该物种主要分布于中国大陆的云南等地，生长于海拔3,300米的地区，多生长在灌丛边，目前尚未由人工引种栽培。